# Dolany u Klatov

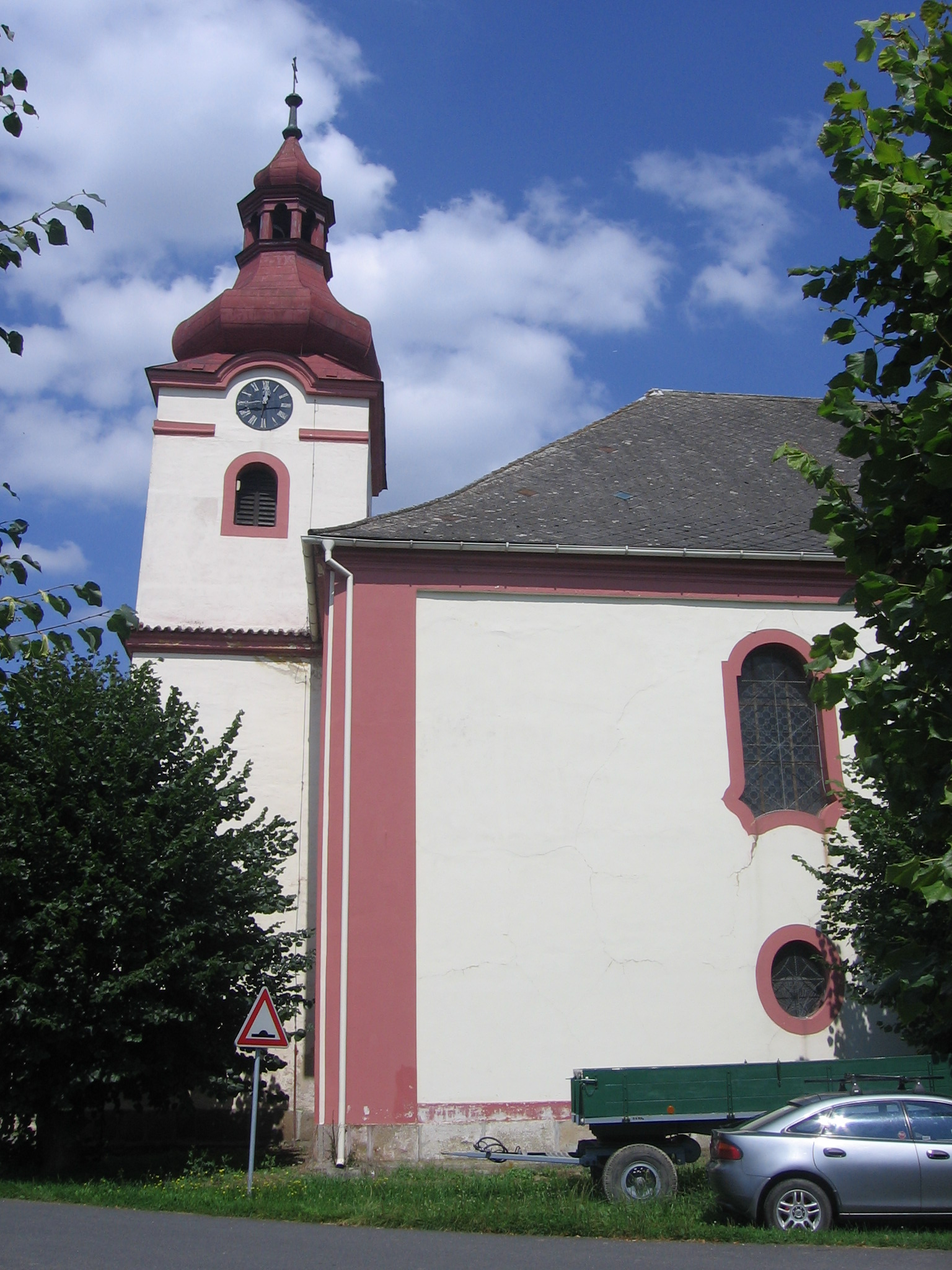
Kirche St. Peter und Paul in Dolany

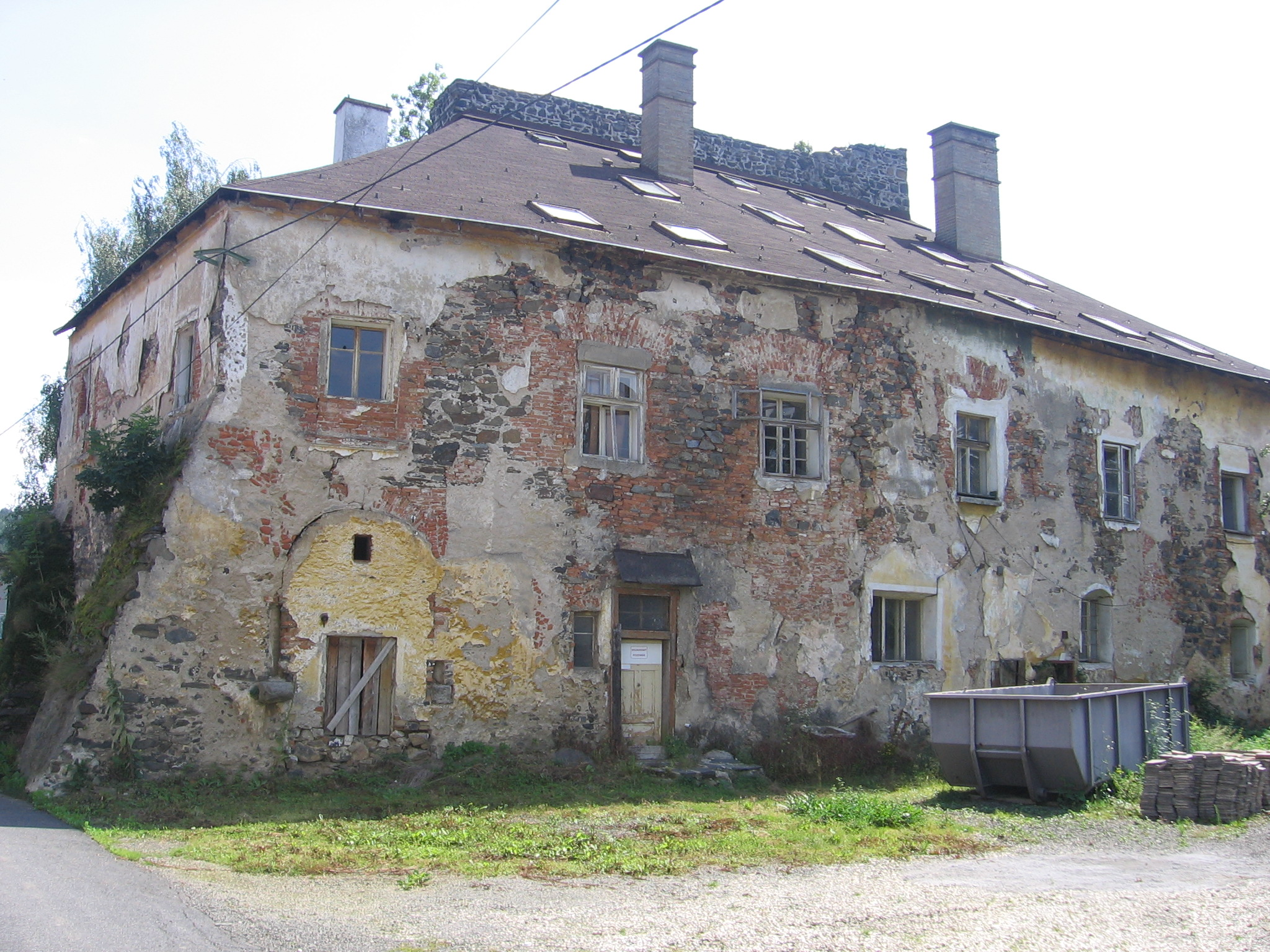
Feste Dolany

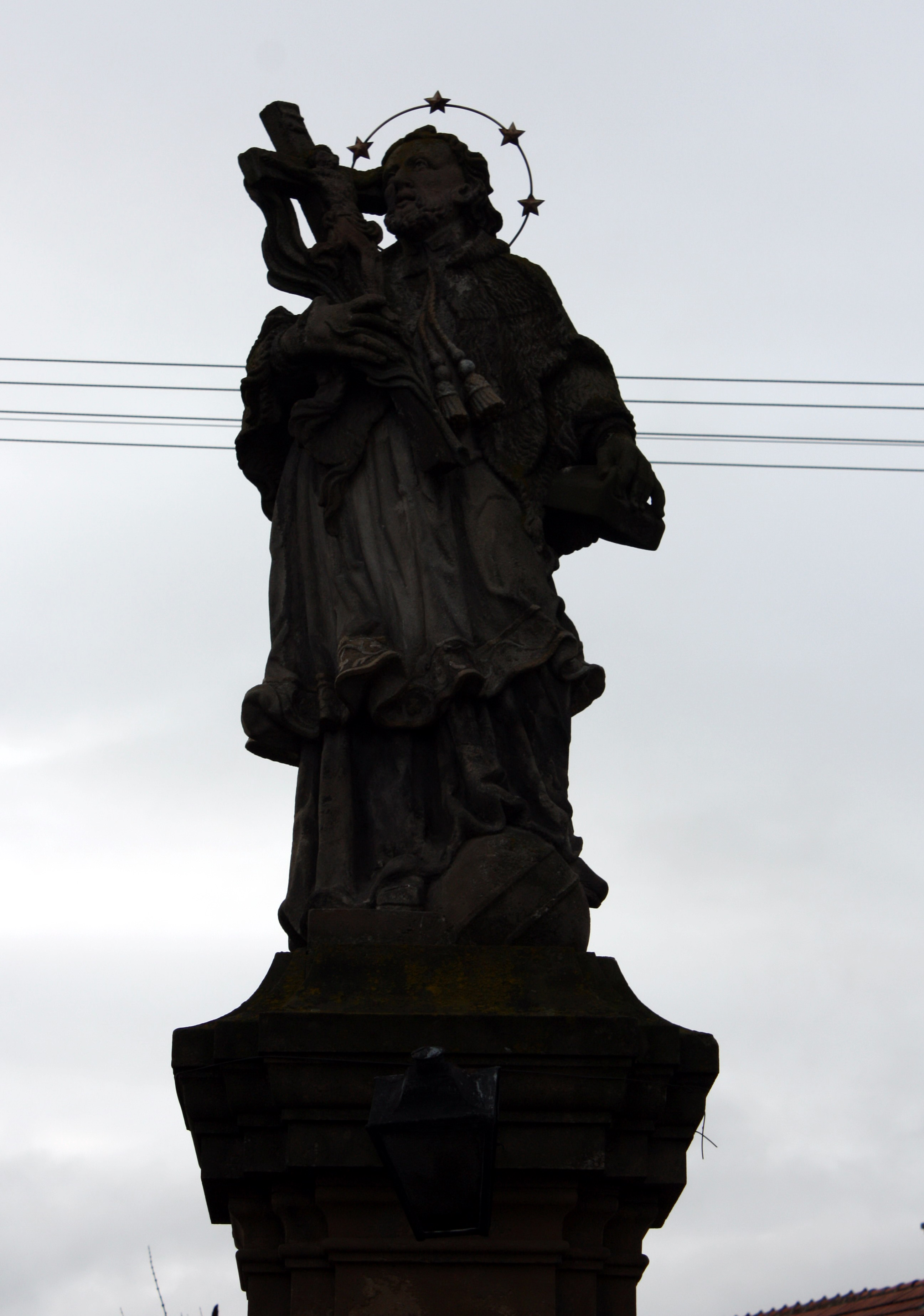
Statue des hl. Johannes von Nepomuk

Dolany (deutsch Dolan) ist eine Gemeinde in Tschechien. Sie liegt sechs Kilometer nordwestlich des Stadtzentrums von Klatovy und gehört zum Okres Klatovy.

## Geographie
Dolany befindet sich linksseitig über dem Tal der Úhlava im Schwihauer Bergland (Švihovská vrchovina) und wird vom Bach Poleňka durchflossen. Nördlich erhebt sich der Běleč (712 m), im Nordosten der Švábí (458 m), östlich die Malechovská hůrka (462 m) und der V Hřebenu (497 m), im Südosten der Smrčí (568 m), südlich der Pleš (522 m), im Südwesten die Malá Doubrava (719 m) und die Doubrava (727 m), westlich die Kněžská hora (555 m) sowie im Nordwesten der Bělýšov (651 m) und der Řičej (696 m). Durch Dolany verläuft die Staatsstraße II/185 zwischen Klatovy und Koloveč.
Nachbarorte sind Kámen, Ježovy, Mezihoří, Cihelna und Malechov im Norden, Výrov und Kokšín im Nordosten, Dehtín, Komošín und Točník im Osten, Štěpánovice und Sekrýt im Südosten, Malá Strana und Svrčovec im Süden, Drslavice, Lísek, Řakom, Poleň und Poleňka im Südwesten, Balkovy, Slatina und Lučice im Westen sowie Chudenice, Bělýšov und Chlumská im Nordwesten.

## Geschichte
Die erste urkundliche Erwähnung von Dolany erfolgte im Jahre 1232 als Besitz des Drslav von Drslavice. Ab 1238 war in Dolany ein Zweig der Herren von Riesenberg ansässig, der auch die mächtige Wasserfeste erbauen ließ, die in ihrem Grundriss mit der Burg Švihov vergleichbar war, jedoch nur einen Palas besaß. Die Herren von Riesenberg hielten das Gut Dolany bis zum Ende des 15. Jahrhunderts. Die erste schriftliche Erwähnung der Feste erfolgte im Jahre 1515 als Besitz der Brüder Zikmund und Jan Měsíček von Výškov. 1631 verkaufte Bořivoj Měsíček von Výškov das Gut Dolany an Rudolf Čejka von Olbramovice. Nachfolgende Besitzerin war ab 1640 Katharina Wiedersperger von Wiedersperg, anschließend gehörte das Gut abwechselnd den Familien Měsíček und Wiedersperger. Im 18. Jahrhundert erwarb das Klattauer Jesuitenkolleg das Gut Dilany und nutzte die Feste als Sommerresidenz. Nach der Aufhebung des Jesuitenordens wurde Dolany ab 1773 unter die Verwaltung des Studienfonds gestellt. Die Hofkammer verkaufte das Gut 1805 an die Grafen Czernin von und zu Chudenitz. Bis zur Mitte des 19. Jahrhunderts blieb Dolany der Herrschaft Chudenitz untertänig.
Nach der Aufhebung der Patrimonialherrschaften bildete Dolany/Dolan ab 1850 mit dem Ortsteil Balkov/Balkow eine Gemeinde im Gerichtsbezirk Klattau. Ab 1868 gehörte die Gemeinde zum Bezirk Klattau.
Im Jahre 1961 wurden Malechov (mit Výrov), Řakom und Svrčovec (mit Andělice) eingemeindet.

## Gemeindegliederung
Die Gemeinde Dolany besteht aus den Ortsteilen Andělice (Andielitz, 1939–45: Engelsdorf), Balkovy (Balkow, 1939–45: Balkau), Dolany (Dolan), Komošín (Komoschin), Malechov (Malechow, 1939–45: Mallichau), Řakom (Rakom), Sekrýt (Sekrit), Svrčovec (Grillendorf) und Výrov (Wejrow, 1939–45: Wirnau). Grundsiedlungseinheiten sind Andělice, Balkovy, Dolany, Malechov, Řakom, Svrčovec und Výrov. Zu Dolany gehören außerdem die Rotte Malá Strana sowie die Einschichten Chudinka, Cihelna, Dolanský Mlýn (Dolanskymühle), Na Ovčíně (Owtschin), Trtštejn (Drtymühle) und V Bělči.
Das Gemeindegebiet gliedert sich in die Katastralbezirke Balkovy, Dolany u Klatov, Malechov, Řakom und Svrčovec.

## Sehenswürdigkeiten
- Kirche St. Peter und Paul in Dolany
- Feste Dolany, erbaut im 15. Jahrhundert von den Herren von Riesenberg. Erstmals erwähnt wurde sie 1515 als Sitz von Zikmund und Jan Měsíček von Výškov, die die Anlage um einen Renaissanceflügel erweiterten. Die Jesuiten ließen im 18. Jahrhundert eine Kapelle anbauen. Ab 1805 gehörte die Feste den Grafen Czernin von und zu Chudenitz, die sie 1852 zu Wohnzwecken veräußerten. Die Ruine ist nicht zugänglich, die angebauten Wohngebäude befinden sich heute in einem verwahrlosten Zustand.
- Statue des hl. Johannes von Nepomuk in Dolany
- Denkmal für die Gefallenen beider Weltkriege auf dem Dorfplatz von Dolany
- Burgruine Komošín, die in der 1. Hälfte des 14. Jahrhunderts errichtete Burg ist seit 1510 wüst. Im Jahre 1703 wurde in der Ruine eine Kapelle errichtet. Später wurden auf dem Areal Wohnhäuser errichtet. Die Reste des Bergfriedes wurden nach 1945 abgebrochen. Erhalten sind auch gotische Kellergewölbe.
- Feste Svrčovec, sie wurde in der 2. Hälfte des 15. Jahrhunderts von den Besitzern der Burg Komošín als neuer Sitz errichtet. Erstmals erwähnt wurde sie 1510, als Jan Jeníšek von Újezd das Gut kaufte. Ab 1800 wurde in der Feste eine Brauerei und ab 1830 eine Wollwäscherei betrieben. Zum Ende des 19. Jahrhunderts wurde sie in sieben Wohngrundstücke parzelliert.

## Söhne und Töchter der Gemeinde
- Franz von Pitha (1810–1875), böhmisch-österreichischer Chirurg, geboren in Řakom

## Galerie

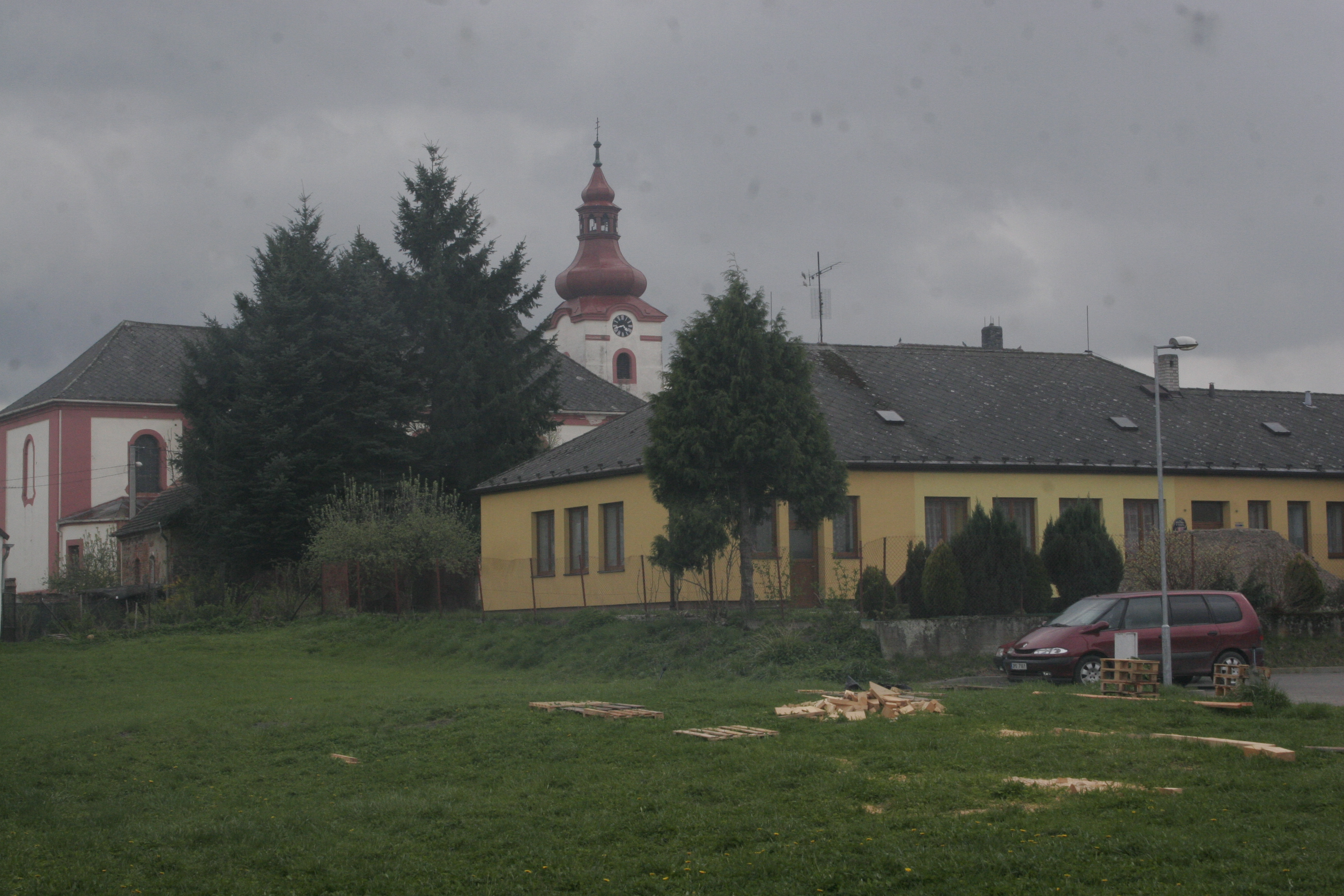
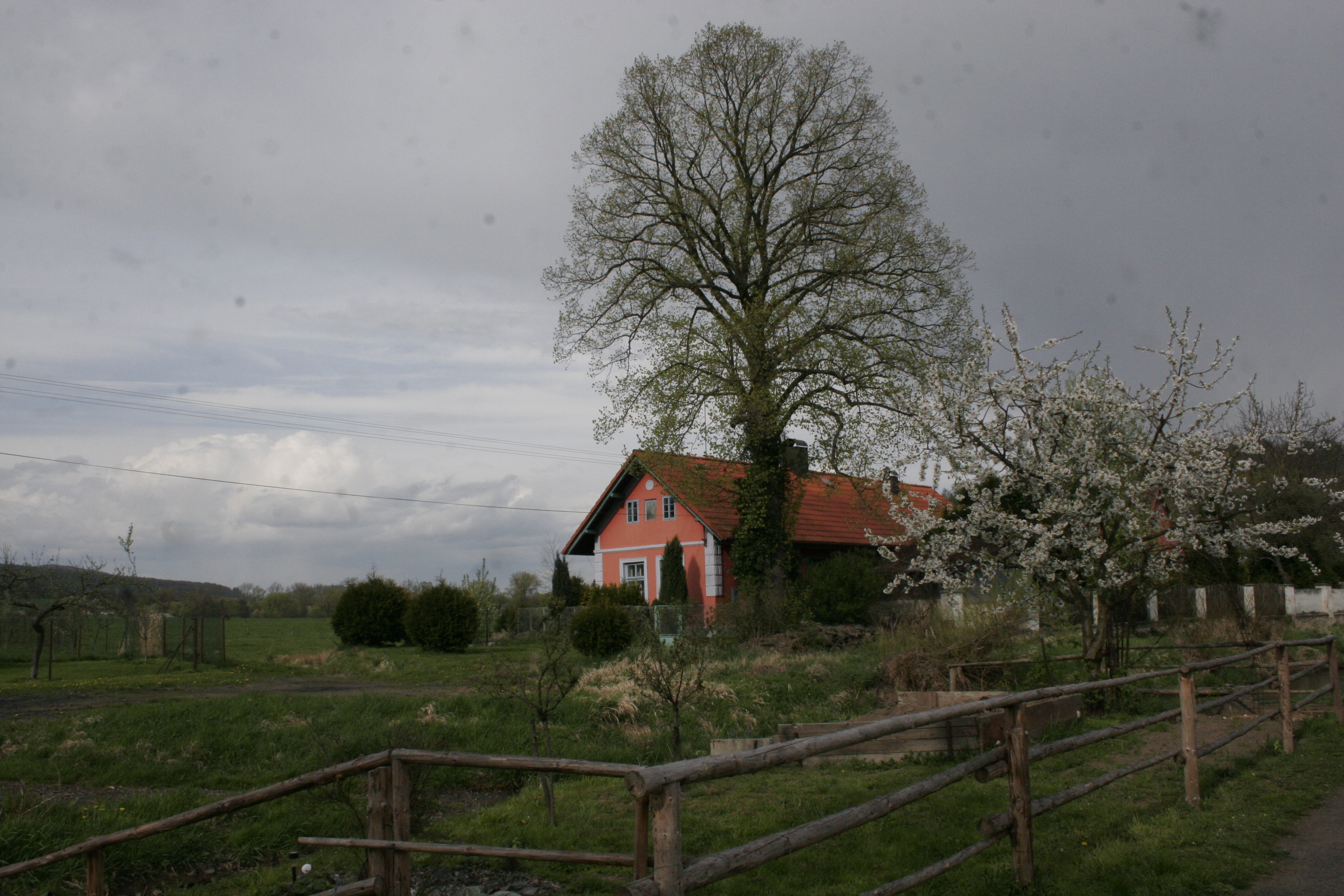
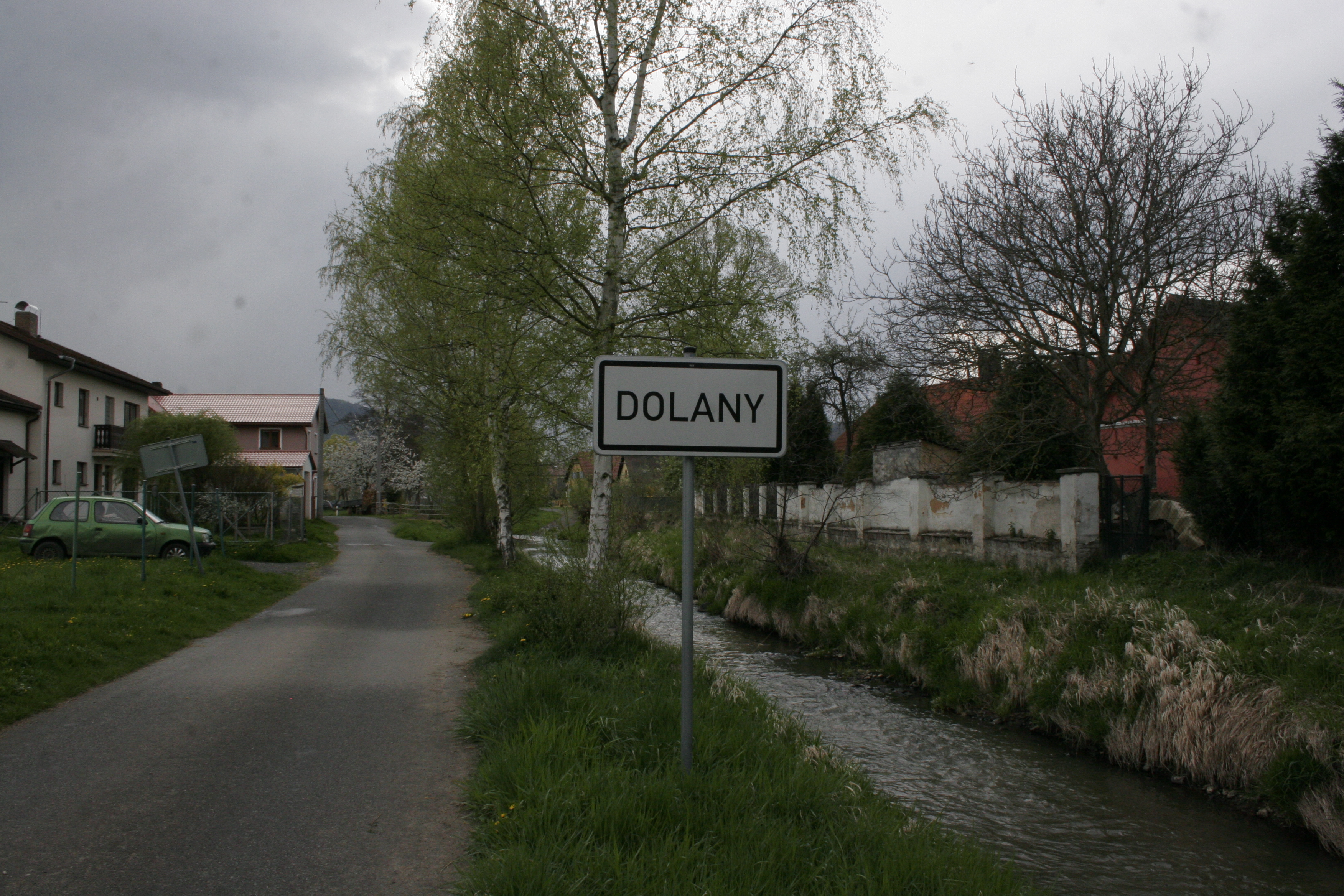